# Monopoliemechanisme
Het monopoliemechanisme is het mechanisme waarbij sterkere machten de zwakkere weten te onderwerpen en een centrale macht het geweldsmonopolie in handen krijgt en daarmee het belastingmonopolie. Het begrip is afkomstig van Elias die stelde dat het verkrijgen van een monopolie over geweld en belastingen onderdeel van het proces van staatsvorming was. Daarbij namen de ongeveer duizend zelfstandige politieke eenheden in Europa rond 1300 af tot enkele tientallen in 1900. De werking van het mechanisme bestond er uit dat als al deze vorstendommetjes met elkaar streden, de zwakkeren het onderspit moesten delven tegen de sterkeren en er zo na verloop van tijd steeds minder overbleven. Waar aanvankelijk elke heer zo nog in staat was om geweld uit te oefenen over de plaatselijke bevolking en ook belastingen kon heffen, kwam dit recht steeds meer bij de centrale macht terecht.